# Cynometra retusa
Cynometra retusa är en ärtväxtart som beskrevs av Nathaniel Lord Britton och Joseph Nelson Rose. Cynometra retusa ingår i släktet Cynometra, och familjen ärtväxter. Inga underarter finns listade i Catalogue of Life.